# Méasnes
 Méasnes  es una localidad y comuna de Francia, en la región de Lemosín, departamento de Creuse, en el distrito de Guéret y cantón de Bonnat.
Su población en el censo de 1999 era de 615 habitantes.
Está integrada en la Communauté de communes du Pays Dunois.

## Demografía
| 734 | 834 | 719 | 705 | 668 | 615 |
| Para los censos de 1962 a 1999 la población legal corresponde a la población sin duplicidades (Fuente: INSEE [Consultar]) |     |     |     |     |     |